# Neoepistenia
Neoepistenia is een geslacht van vliesvleugeligen uit de familie Pteromalidae. De wetenschappelijke naam van dit geslacht is voor het eerst geldig gepubliceerd in 1959 door Hedqvist.

## Soorten
Het geslacht Neoepistenia is monotypisch en omvat slechts de volgende soort:
- Neoepistenia flavoscapus Hedqvist, 1959